# Scott Walker
Scott Kevin Walker (nascido em 2 de Novembro de 1967, Colorado Springs) é um político americano que serviu como 45.º Governador do Wisconsin de 2011 a 2019. Foi candidato à nomeação do Partido Republicano às eleições presidenciais norte-americanas de 2016, sem sucesso.